# FIFA 95
FIFA 95 je FIFA-ina videoigra proizvođača Extended Play Productions i izdavača Electronic Artsa. Izašla je 1995. godine i proizvedena je za Sega 32X, Sega Mega Drive, Sega Game Gear, SNES, DOS/Windows, Sega Saturn, PlayStation i Game Boy (jednako kao i na FIFA-i 96).